# Uwe Gensheimer
Uwe Gensheimer (Mannheim, 1986. október 26. –) német válogatott kézilabdázó, a Rhein-Neckar Löwen játékosa.

## Pályafutása

### Klubcsapatokban
Uwe Gensheimer a TV 1892 Friedrichsfeldben kezdett kézilabdázni. Innen igazolt 2003-ban a SG Kronau/Östringenhez, a Rhein-Neckar Löwen elődjéhez. 2004-ben kiestek a másodosztályba, de a rákövetkező évben azonnal visszajutottak az élvonalba. Ezután többször bejutottak a német kupa döntőjébe, de megnyerni egyszer sem tudták azt. 2011-ben a Bajnokok Ligája Final Fourba jutott, ahol negyedik helyen végzett csapatával, de Gensheimer lett a BL-szezon gólkirálya 118 találattal. 2012-ben a Bundesliga gólkirálya lett. 2013-ban EHF-kupagyőztes lett. Tizenhárom szezont játszott a Rhein-Neckar Löwenben, utolsó ott töltött évében sikerült megnyerniük a német bajnokságot.
2016 nyarán a francia Paris Saint-Germain Handball játékosa lett. A párizsi csapattal 2017-ben francia bajnokságot nyert, valamint bejutott a Bajnokok Ligája döntőjébe, ahol a RK Vardar csapatától szenvedtek vereséget. A szezon során a BL-ben 115 gólig jutott, ezzel ismét ő lett a sorozat gólkirálya, valamint az All-star csapatba is beválasztották. 2019 januárjában hivatalossá vált, hogy a következő szezonól visszatér egykori csapatához, a Löwenhez.

### A válogatottban
Gensheimer a német korosztályos válogatottakkal érmeket tudott nyerni a világversenyen, és egyéni sikereket is elért. A 2004-es ifjusági Európa-bajnokságon gólkirály lett, a 2006-os junior Európa-bajnokságon az All-star csapatba választották, a 2007-es junior világbajnokságon pedig a torna legértékesebb játékosának választották. A 2006-os tornát megnyerte a válogatottal, a 2007-esen pedig ezüstérmes lett.
A felnőtt válogatottban 2005. november 25-én mutatkozott be a szlovén válogatott ellen. Azóta több világversenyen is tagja volt a német csapatnak. 2014-től ő lett a német csapatkapitány, Oliver Roggischt követve ebben a szerepkörben. A Európa-bajnokságot a német válogatott megnyerte, Gensheimer viszont egy sérülés miatt nem tudott részt venni a tornán. Az olimpiára már egészségesen érkezett, és bronzérmet szerzett. A tornán 49 gólt szerezve legjobb németként a góllövőlista harmadik helyén végzett, és az olimpia legjobb balszélsőjének is megválasztották.

## Sikerei
- EHF-kupagyőztes: 2013
- Német bajnokság győztese: 2016
- Francia bajnokság győztese: 2017, 2018, 2019
- Olimpiai bronzérmes: 2016
- Bajnokok Ligája gólkirálya: 2011, 2017, 2018
- Bajnokok Ligája legjobb balszélsője: 2017, 2018
- Olimpia legjobb balszélsője: 2016